# Fluxion (artiste)
Pour les articles homonymes, voir Fluxion.
Fluxion, de son vrai nom Konstantinos Soublis, est un musicien de musique électronique grec. On peut aussi le rencontrer sous les pseudonymes de Silex, Unsquare Mode et également sous son véritable nom. Il a démarré sur le label Chain Reaction puis a fondé à partir de 1999 son propre label, Vibrant Music, tout en continuant à sortir en parallèle des maxis sur Chain Reaction jusqu'en 2000.
Fluxion a sorti en 2009, après un hiatus de 5 ans, un nouvel album (accompagné d'un single) nommé Constant Limber, et publié sur Resopal Schallware. La sortie de celui-ci a été suivie de celle en 2010 de Perfused, publié lui sur Echocord.
Il est également précisé sur son myspace qu'il travaille sur des rééditions "révisées" des albums qu'il a publiés sur Chain Reaction, et qui seront constituées de versions inédites jusqu'alors.
Il a aussi laissé entendre, dans une courte interview accordée au site Resident Advisor, qu'il serait en train de sélectionner des morceaux pour un possible nouvel album dans la série des Vibrant Forms.

## Discographie
Sur Chain Reaction
- Lark/Atlos (1998)
- Largo (1999)
- Prospect/Oblique (1999)
- Vibrant Forms (1999)
- Bipolar Defect (2000)
- Vibrant Forms II (2000)

Sur Vibrant Music
- Redundant (2001)
- Spaces (2001)
- D-Teck (2004)

Sur Resopal Schallware
- Breath Mode/Fickle (2009)
- Constant Limber (2010)

Sur Echocord
- Inductance EP (2009)
- Perfused (2010)
- Broadwalk Tales (2014) [5]

Sur Vibrant Music, sous le pseudonyme Silex
- Stark (2001)
- Alphabet (2002)

Sur Vibrant Music, sous le pseudonyme Unsquare Mode
- Turbulance (2000)